# Фабио Семенцато
Фабио Семенцато (енгл. Fabio Semenzato; Тревизо, 6. мај 1986) професионални је италијански рагбиста, који тренутно игра за Зебре. Био је стартни деми у италијанској репрезентацији на светском првенству 2011. За репрезентацију Италије одиграо је 8 мечева и постигао 1 есеј. Највећи део каријере провео је у Бенетону са којим је освојио 4 титуле првака Италије (2006, 2007, 2009, 2010).